# دختر در کتاب
دختر در کتاب (انگلیسی: The Girl in the Book) فیلمی در ژانر درام به کارگردانی ماریا کوهن است که در سال ۲۰۱۵ منتشر شد. از بازیگران آن می‌توان به امیلی ونکمپ اشاره کرد.